# Carlos Eduardo
Carlos Eduardo Marques (bedre kendt som Carlos Eduardo) (født 18. juli 1987 i Ajuricaba, Brasilien) er en brasiliansk fodboldspiller, der spiller som offensiv midtbanespiller i Paraná. Tidligere har han optrådt for blandt andet de brasilianske storklubber Grêmio og Atlético Mineiro, for Hoffenheim i den tyske Bundesliga samt for russiske Rubin Kazan.
Rubin betalte Hoffenheim hele 20 millioner euro for Carlos Eduardo.

## Landshold
Carlos Eduardo står (pr. marts 2018) noteret for seks kampe for Brasiliens landshold, som han debuterede for den 14. november 2009 i en venskabskamp mod England.